# AFAS Live
AFAS Live, voorheen Heineken Music Hall (HMH), is een concertzaal en evenementenhal in Amsterdam, voornamelijk voor concerten. De zaal, geopend op 15 maart 2001 als HMH en per 2017 AFAS Live, bevindt zich aan de ArenA Boulevard nabij de Johan Cruijff ArenA en het station Amsterdam Bijlmer ArenA in Amsterdam-Zuidoost.
De optredens worden gegeven in de grote zaal, de Black Box genoemd. Deze zaal is 3.000 m² groot en heeft een maximale capaciteit van 6.000 personen. Daarnaast is er een kleinere zaal (Talent Stage), met een capaciteit van 700 man, geschikt voor de pre of aftershow.
Vanaf de opening werd de zaal gesponsord door het biermerk Heineken. Vanaf 1 januari 2017 is softwareproducent AFAS de hoofdsponsor. Het gebouw is ontworpen door de architect Frits van Dongen, evenals de ernaast staande in 2000 gereedgekomen bioscoop Pathé Arena. De zaal was genomineerd voor de Pollstar Award 2005 en 2010 voor de beste internationale concertlocatie. In 2016 behoorde AFAS Live tot top 10 binnen ‘Top 100 Theatre Venues’ van Pollstar.

## Concerten en evenementen
Vele internationaal bekende artiesten hebben in de zaal opgetreden, zoals André Hazes, Eddie Vedder, Bryan Adams, Anastacia, Bruno Mars, Arcade Fire, Radiohead, Kings of Leon, The National, Editors, Demi Lovato en Phoebe Bridgers. Regelmatig worden grote dancefeesten zoals Amsterdam Dance Event, X-Qlusive en Zsa Zsa Su! georganiseerd. Jaarlijkse evenementen zijn bijvoorbeeld de shows van Freek Vonk, Kinderen voor Kinderen, K3 en awardshows zoals het Gouden Televizier-Ring Gala, het Sportgala en de VEED Awards. Ook zijn er verschillende theatervoorstellingen te zien zoals Jesus Christ Superstar Rockopera, MINDF*CK Live met Victor Mids en Blue Man Group. Sinds 2008 vindt een maand voor het Eurovisiesongfestival in deze zaal Eurovision in Concert plaats. Diverse deelnemers mogen dan alvast hun liedje zingen dat ze tijdens het festival gaan zingen. Hiermee vormt dit evenement een soort generale repetitie voor het songfestival.
Op 6 juni 2012 kwamen prins Willem-Alexander en prinses Máxima met hun kinderen naar de zaal, ter promotie van het landelijke project Kinderen Maken Muziek van het Oranje Fonds en het Fonds voor Cultuurparticipatie.
Op 1 december 2012 vond hier de internationale finale van het Junior Eurovisiesongfestival 2012 plaats.
Naast concerten vinden er bedrijfsevenementen, persconferenties en beurzen plaats in het gebouw.

## Trivia
Op 3 maart 2018 was Charles Aznavour de oudste artiest ooit die hier een concert gaf, hij was toen 93 jaar. Dit was een van zijn laatste optredens, want Aznavour overleed een half jaar later.
Sinds 2023 wordt tijdens de jaarlijkse show van Kinderen voor Kinderen in januari, meteen ook de opname gemaakt voor de tv-presentatie van het nieuwe album dat het koor in het najaar van het voorgaande jaar heeft uitgebracht. Deze wordt dan op de tweede of derde zaterdag van deze maand uitgezonden. Voorheen werd deze tv-presentatie altijd opgenomen in oktober van het jaar waarin het album uitkwam en in november uitgezonden.